# بسارابیا

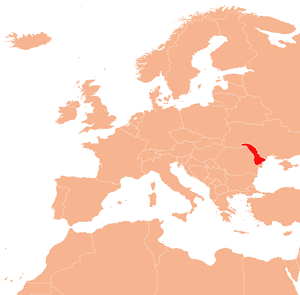
موقعیت بسارابیا در اروپا.

بِسارابیا (به رومانیایی: Basarabia)(به اوکراینی: Бессарабія Bessarabiya)(به روسی: Бессарабия Bessarabiya) به منطقه جغرافیایی تاریخی در شرق اروپا اشاره دارد که توسط رودخانه‌های دنیستر در شرق و پروت در غرب محدود شده‌است. این منطقه تا سال ۱۹۲۲ بخشی از امپراتوری روسیه بود اما در جریان جنگ داخلی روسیه به رومانی ملحق شد. شوروی سال ۱۹۴۰ با صدور ضرب‌الاجل و تهدید به جنگ، دوباره بسارابیا را تصرف کرد.